# Paraguitelia basilewskyi
Paraguitelia basilewskyi är en skalbaggsart som beskrevs av Reé Michel Quentin och Jean François Villiers 1971. Paraguitelia basilewskyi ingår i släktet Paraguitelia och familjen långhorningar. Inga underarter finns listade i Catalogue of Life.